# Ludificação
A ludificação (recursos lúdicos), ou gameficação (do inglês: gamification), é o uso de técnicas e dinâmicas de jogos (mecânicas de jogos e ensinamentos orientados a jogos) para enriquecer outros contextos diversos, normalmente não relacionados a jogos. Tipicamente aplica-se ludificação a processos e aplicações com o objetivo de incentivar as pessoas a adotá-lo ou influenciar a maneira como são usados. Junto aos jogos de realidade alternativa (ARG) tentativas de expandir a dinâmica do jogo para as demais esferas da vida, proporcionando experiências mais divertidas e interessantes.
Dentre os objetivos da ludificação podemos destacar: tornar a tecnologia mais atraente, estimular os usuários a se engajarem com comportamentos desejados, mostrar um caminho para o domínio e autonomia, ajudar a resolver problemas sem ser uma distração, e tirar vantagem da predisposição psicológica humana de engajar em jogos. Esta técnica pode encorajar as pessoas a realizar tarefas que elas normalmente considerariam chatas, como completar questionários, fazer compras, completar formulários de impostos ou leitura de sites. Dados disponíveis de sites, aplicações e processos gamificados indicam potenciais melhoras em áreas como envolvimento dos usuários, retorno sobre investimento, qualidade de dados, prazos ou aprendizagem.

## Etimologia
Sobre a ludicidade e o jogo, sobre o termo "ludicidade" não há um conceito único, uma variação do termo "lúdico" que origina-se do latim "ludus" ("ludi"), que representa "brincadeira" e "jogo".

## Técnicas
As técnicas de ludificação se aproveitam dos desejos naturais por competição, realização (obtenção de resultados), recompensa, auto-expressão, vaidade, altruísmo e reconhecimento.
Exemplos iniciais de ludificação são baseados em pontos de recompensa para as pessoas que compartilham experiências em plataformas baseadas em localização como Foursquare e Gowalla. Algumas das técnicas incluem:
- Emblemas de conquistas
- Níveis de conquistas
- Classificação de usuários
- Utilização de uma barra de progresso ou outra métrica visual que indica o quão perto as pessoas estão de completar certas tarefas que uma companhia está tentando encorajar, como completar um perfil numa rede social ou ganhando um prêmio por lealdade de frequência a lojas[12]
- Dinheiro virtual
- Sistemas para premiar, recuperar, trocar ou presentear pontos
- Desafios entre usuários
- Incorporação de pequenos jogos casuais em outras atividades[7]

## Tipos
A gamificação pode ter diferentes desdobramentos, os dois tipo principais que podem ser utilizados de diversas contextos.

### Gamificação Digital
A gamificação digital usa diversos recursos tecnológicos para envolver a pessoa, com uma experiência interessante com a plataforma eletrônica e multimídia, além de ser acessível em dispositivos utilizados cotidianamente (por exemplo celular), semelhante à usada nos jogos digitais.

### Gamificação Analógica
A gamificação analógica pode ser relacionada ao jogo de tabuleiro/jogo de mesa (de forma física), popular antes da era da tecnologia que usava a criatividade. Uma empresa pode desenvolver atividades usando murais, cartas, tabuleiros. Com objetivo além do entretenimento, também do engajamento de equipes.

## Aplicações
Desde setembro de 2010 a ludificação era usada por comerciantes e gerentes de produto de sítios como uma ferramenta para engajar clientes, encorajando certos comportamentos desejados no uso do sítio web. A ludificação é prontamente aplicável para aumentar o engajamento em sítios construídos sobre redes sociais virtuais. O sítio DevHub aumentou o número de usuários que completaram tarefas online de 10% para 80% após adicionarem elementos de ludificação.
Aplicações da ludificação em negócios também estão começando a aparecer. O RedCritter Tracker incorpora elementos de ludificação como emblemas, recompensas, rankings e fitas em gerenciamento de projeto. O Gartner Group prevê que a ludificação será a tendência chave que cada CIO, estrategista de TI e arquiteto de empresa deve estar ciente de como isso se relaciona com o seu negócio.
A ludificação é usada no Stack Overflow, um sítio de perguntas e respostas para programadores e também em todos os sítios irmãos para outros tópicos (incluindo o sítio de profissões Careers 2.0). Usuários recebem pontos ou emblemas por realizar uma variedade de ações, incluindo o compartilhamento de links para perguntas e respostas no Facebook e Twitter. Um grande número de emblemas diferentes está disponível, e quando a reputação de um usuário passa de certos limiares, ele ganha privilégios adicionais – incluindo o mais alto, o privilégio de ajudar na moderação do sítio. Pontos e emblemas geralmente não transitam entre os sítios irmãos, porque a especialidade de um usuário em certo tópico (como programação) pode não estar relacionado ao seu nível de especialidade, ou falta de, em outro tópico. Entretanto, uma exceção é quando um usuário ganha 100 pontos de reputação por ligar a sua conta aos sítios irmãos, se ele obtiver pelo menos 200 pontos em um deles.
Em Novembro de 2011 a Yahoo!7 lançou o aplicativo Fango mobile, que permite a espectadores de TV interagir com os programas por meio de diversas técnicas de ludificação como check-ins e emblemas. O aplicativo também oferece integração com redes sociais e discussões ao vivo, o que foi um marco significativo na mudança de estratégia da matriz Seven West Media (conhecida principalmente por seu tradicional papel como uma das principais redes de TV free-to-air da Austrália). Em Fevereiro de 2012 o aplicativo tinha sido baixado mais de 200 000 vezes desde o seu lançamento.
O sítio de ginástica Fitocracy utiliza ludificação para encorajar os seus usuários a se exercitar mais e de forma mais efetiva. Usuários são premiados com diversos números de pontos por atividades que eles realizam em seus exercícios e ganham níveis baseados nos pontos coletados. Os usuários também podem completar missões (conjunto de atividades relacionadas) e ganhar emblemas por suas realizações em marcos de boa forma.
No sítio Science at Home, jogadores estão encontrando soluções para problemas difíceis associadas com tarefas de computação quântica.
Algumas outras aplicações de ludificação incluem:
- Programas de treinamento de funcionários[20]
- Atividades relacionadas ao bem estar e cuidados pessoais[21]
- Sítios de serviços financeiros[8][22]
- Compras online e em pessoa[23][24]
- Educação fundamental[25]
- Esportes radicais[26]
- Gerenciamento de projetos[15]
- Melhoras nos programas de fidelidade[27]
- Ciência
- Redes sociais[28]
- Questionários[29]
- Sustentabilidade[30]
- Centros de atendimento[31][32]
- Pesquisa de mercado[33]

Especialistas antecipam que a técnica pode ser aplicada também a assistência médica, serviços financeiros, transporte, governo, treinamento de funcionários e outras atividades.
Alix Levine, um consultor de segurança americano, descreveu como ludificação algumas técnicas que alguns sítios como o Stormfront e vários outros relacionados a terrorismo usam para ganhar fidelidade e participação. Como exemplo, Levine mencionou sistemas de pontuação.
Em 2010, a empresa de tecnologia Microsoft anunciou planos para usar técnicas de ludificação no projeto de seu então sistema operacional Windows Phone 7.

## Gamificação na educação
A gamificação ou ludificação na educação, é o uso de elementos de jogos em atividades educacionais que não são jogos, com objetivo de faciliar a educação/aprendizagem (método de ensino com recursos lúdicos). 
Embora o termo seja uitlizado primeiramente em 2010, esse tipo de atividade é aplicada há vários anos.

## Gamificação na Inclusão (Acessibilidade)
Quando aplicada à inclusão e acessibilidade, pode promover a participação de todos os alunos, independentemente de suas habilidades ou limitações, por meio de uma abordagem interativa e adaptável.

### Importância da Acessibilidade
A acessibilidade na educação busca criar ambientes de aprendizagem que sejam utilizáveis por todos os alunos, incluindo aqueles com deficiências. A gamificação pode contribuir para esse objetivo ao:
- Adaptar conteúdos: Jogos e atividades gamificadas podem ser ajustados para atender às necessidades específicas de alunos com deficiências diversas.

- Promover a inclusão: Ambientes gamificados podem combater estigmas associados a deficiências ao criar experiências participativas.

- Facilitar o aprendizado: Elementos lúdicos tornam o aprendizado mais acessível para aqueles que enfrentam dificuldades com métodos tradicionais.[45]

### Exemplos de Gamificação na Educação
- Jogos educativos: Plataformas como o Kahoot oferecem experiências adaptadas para diferentes níveis de habilidade, permitindo que os alunos aprendam em seu próprio ritmo.

- Desafios colaborativos: Atividades em grupo, como aquelas propostas em projetos de aprendizagem colaborativa, estimulam a interação social e o aprendizado conjunto.

- Feedback imediato: Ferramentas como o Duolingo fornecem respostas instantâneas sobre o desempenho, ajudando os alunos a identificar áreas para melhoria.

#### Técnicas e Aplicações
A gamificação utiliza uma variedade de técnicas para transformar atividades cotidianas em experiências mais envolventes e motivadoras. As principais técnicas incluem:
- Mecânicas de Jogo: Elementos básicos como pontos, níveis, e recompensas que incentivam a participação e o progresso do usuário
- Acessibilidade Sensorial: Recursos audiovisuais e interativos são fundamentais na gamificação, pois atendem às diversas necessidades sensoriais dos alunos.

- Storytelling: A utilização de narrativas envolventes que conectam os participantes emocionalmente às atividades, tornando-as mais interessantes e memoráveis.

- Feedback Imediato: Proporcionar respostas instantâneas sobre o desempenho dos usuários, ajudando-os a entender seu progresso e áreas que precisam de melhoria

- Avatares: Permitem que os usuários personalizem sua experiência, criando uma conexão mais forte com a atividade.

- Competição e Colaboração: Estimular tanto a competição saudável entre os participantes quanto a colaboração em equipe para alcançar objetivos comuns

### Benefícios da Gamificação na Inclusão
Estudos demonstram que a gamificação pode aumentar o desenvolvimento cognitivo dos alunos com deficiência. Ao desafiar os alunos a resolver problemas dentro de um contexto de jogo, eles são estimulados a pensar criticamente e tomar decisões, o que enriquece sua experiência educacional
- Motivação aumentada: Elementos de jogos, como conquistas, podem incentivar a participação de alunos com diferentes perfis cognitivos.[47]

- Engajamento social: Jogos colaborativos promovem interação entre alunos com e sem deficiências.

- Acessibilidade ampliada: Tecnologias gamificadas adaptam-se a necessidades específicas, como recursos visuais e sonoros para deficiências sensoriais.[48]

- Desenvolvimento de habilidades: Atividades gamificadas inclusivas podem ajudar no treinamento de habilidades específicas, incluindo competências sociais e resolução de problemas.

## Empresas e organizações
O termo pode ter sido criado primeiramente por Nick Pelling em março de 2004, por sua empresa embrionária de consultoria em ludificação Conundra Ltda. Mais recentemente, a técnica capturou a atenção de investidores de capital de risco, um deles mencionando que considerava a ludificação a área mais promissora na tendência de jogos. Outro investidor observou que metade de todas as empresas procurando investimentos para aplicativos de consumidores mencionaram projetos de jogos nas suas apresentações.

### Plataformas de ludificação
Em adição às empresas que usam essa técnica existem plataformas de ludificação corporativas e consultorias para outros que desejam adicionar elementos de ludificação nos seus próprios serviços.
- Em outubro de 2007 a Bunchball,[51] apoiado pela Adobe Systems Incorporated[carece de fontes?], foi a primeira empresa a fornecer mecanismos de jogos como um serviço[52] no Dunder Mifflin Infinity, o sítio da comunidade do seriado de TV da NBC The Office. Os clientes da Bunchball incluíram Playboy, Chiquita, Bravo e The USA Network.[carece de fontes?]
- Em junho de 2009 uma empresa embrionária de Seattle chamada BigDoor foi fundada, fornecendo tecnologia de ludificação para sítios não relacionados a jogos.[53][54][55]
- Em março de 2010 uma empresa embrionária na Alemanha chamada Karibugames foi fundada incluindo nas suas ofertas de jogos plataformas de ludificação para grandes marcas internacionais focadas em viagens.[56]
- Em maio de 2010 a Fanzy[57] lançou o seu aplicativo de fidelidade social no Facebook.[58] A Fanzy levantou 850 mil dólares em investimentos anjo no seu primeiro ano de operação.[59]
- Em setembro de 2010 a Badgeville[60] foi lançada na TechCrunch Disrupt SF.[61] Badgeville é apoiada pela Norwest Venture Partners, El Dorado Ventures e Trinity Ventures, e oferece serviços em ludificação, gerenciamento de reputação, e mecânicas sociais. A Badgeville levantou 15 milhões em financiamento de risco no seu primeiro ano de operação.[62] A empresa desde então agregou mais de 150 clientes incluindo Oracle, EMC, Samsung, NBC, Deloitte, Rogers Communications, Bell Media, CA Technologies e eBay.
- Outras empresas apoiadas por investidores anjos e capital de risco emergiram no final de 2010, incluindo IActionable,[63] BigDoor[54][55] and Reputely[64] (inativa desde 2011).
- Em julho de 2011 a Gigya,[65] operando em Mountain View, CA, que é uma fornecedora de serviços sociais integrados para sítios, criou[66] o Game Mechanics Suite que foi usado na rede social SoundOff da Pepsi.[67]
- Em dezembro de 2011 a Salesforce.com anunciou a aquisição da fornecedora de plataforma de desempenho social Rypple, que utiliza ludificação para desempenho de funcionários e RH.[68]
- Em janeiro de 2012 a empresa australiana ISW,[69] parceira da IBM, criou[70] o Kudos Badges,[71] uma engine de ludificação para a plataforma social empresarial IBM Connections.

### Empresas relacionadas à ludificação
A organização Gamification.Co, organizou a primeira conferência dedicada ao fenômeno, que ocorreu em São Francisco em janeiro de 2011.
A empresa embrionária Gamify de São Francisco oferece uma plataforma de ludificação universal. A Gamify criou a Enciclopédia de Ludificação para documentar tendências neste assunto e, junto com o Instituto SETI, um concurso chamado de "Gamify SETI & Prosper Challenge" para aumentar a participação no seu programa do SETI através de ludificação.
A empresa Seriosity foi criada para oferecer consultoria de ludificação. A UserInfuser é a primeira plataforma de ludificação de código aberto fornecida pela CloudCaptive.
A Enterprise-Gamification.com é a primeira organização a oferecer consultoria em ludificação e oficinas para organizações com aplicações e processos para funcionários ou parceiros.
Em agosto de 2009 a Gbanga lançou o jogo educativo baseado em localização Gbanga Zooh, que pedia aos participantes para salvar animais em risco de extinção e trazê-los fisicamente de volta ao zoológico. O jogo encoraja os jogadores a manter habitats virtuais pelo Cantão de Zurique de forma a atrair e coletar as espécies em risco de extinção.
Em maio de 2012 a Gamified Enterprise foi lançada para sediar notícias e comentários sobre ludificação para as empresas da Fortune 1000. Ela tem conteúdo de destaque da EMC, Microsoft, e outras empresas notáveis no ramo.

### Ludificação usada nas organizações
A empresa fabricante de software de negócios SAP AG está trabalhando ativamente em processos de ludificação em empresas. Recentemente um jogo virtual representou uma planta inteira como um jogo em perspectiva, assim como jogar SimCity com a diferença que cada uma das ações acontece no mundo real.
Além da SAP, IBM, EMC, CA, Slalom Consulting, Deloitte, Microsoft, LiveOps, RedCritter e outras empresas começaram a utilizar ludificação para consumidores e não consumidores na área de aplicações e processos.
Plataformas de ludificação (gamificação) B2B como a Gamefic.me oferecem recursos da metodologia de forma prática e rápida para as empresas. Mecânicas e dinâmicas voltadas para socialização, capacitação feedbacks, premiações e engajamento. Além da customização voltada para o negócio do cliente, o objetivo da empresa é apresentar mecanismos para todos os tipos de perfis de colaboradores. A plataforma possui vários cases em distintas áreas de negócio que podem ser acompanhados em seu blog (Blog Gamefic). Em expansão pela América Latina, África e Europa, a perspectiva é se tornar uma das grandes provedoras da metodologia de ludificação pelo mundo.

## Restrições legais
Devido à natureza da ludificação como um agregador de dados e sua larga adoção, diversas restrições legais podem ser aplicadas. Algumas estão relacionadas ao uso de dinheiro virtual e bens virtuais, privacidade e proteção de dados ou leis trabalhistas.

## Crítica
A ludificação e as práticas a ela associadas têm recebido críticas negativas de profissionais da indústria de jogos, consultores de negócios e executivos, acadêmicos e profissionais de comunicação. Um professor de Stanford, em um livro no assunto, sugeriu que a ludificação de negócios e mundos virtuais está criando uma expectativa nas pessoas e que as interações na vida real seguem uma mecânica simples e algumas desilusões ocorrem quando elas não seguem estas mecânicas.
Algumas críticas descartam que a ludificação seja uma buzzword, e ressaltam que várias de suas técnicas já são utilizadas há muito tempo. Outras críticas incluem:
- Elementos de ludificação já estão presentes nas atividades do dia a dia como happy hours, programas de fidelidade, etc.[89]
- Para propósitos de negócios a ludificação é inválida, caprichosa, exploratória, minimalista ou simplesmente a renomeação de práticas já existentes.[90][91]
- Adição à confusão de decisões de negócio sobre diferenças significativas entre jogos, videogames, jogos sociais, ludificação, mecânicas de jogo, etc.[92]
- A consequência negativa de fazer a interação com consumidores através de simples jogos um fim em si, ao invés de projetar jogos de qualidades ou design de produtos completos.[93]
- A ludificação perde alguns elementos como narrativa de histórias e experiências que são importantes para tornar os jogos efetivos, ou que a ludificação distorceu a utilização de pontos de mecânicas de jogos autênticas.[94][95]

Todas as estratégias adotadas em determinada realidade apresentam pontos positivos, mas também lacunas. Não existe metodologia perfeita: é preciso conhecer a fundo suas funcionalidades, as necessidades que deverão ser sanadas e os objetivos que serão alcançados. Além disso, é sempre importante contar com uma boa dose de planejamento para aproveitar o melhor de cada ferramenta.

## Ludificação no Brasil
No Brasil, a técnica foi adotada pela empresa desenvolvedora de jogos Mother Gaia, que criou o projeto pioneiro no país, o Oásis Santa Catarina, que reuniu voluntários para ajudar as vítimas das chuvas que atingiram o estado em 2008. Por meio de gincanas virtuais e presenciais, eles construíram pontes, creches e praças nos locais atingidos. O Oásis Mundi tenta levar a ideia para outros centros.
Ludificação e a revolução no ensino: o diretor da empresa de ludificação Orbitotal afirma que a ludificação é uma ferramenta poderosa e pode abranger praticamente qualquer área nos negócios.
Em outubro de 2013, a Opusphere lançou seu primeiro produto, o Wannadoo, que se utiliza de técnicas dos jogos para auxiliar a gestão de pessoas no mundo corporativo e que já é utilizado por algumas empresas. Em 2014 a Algar Tech, uma de suas clientes, foi premiada pela aplicação da ludificação em sua gestão de centrais de atendimento.
Plataformas de aprendizado como Ludos Pro são utilizadas para estimular comportamentos no ambiente corporativo e a perspectiva de crescimento é grande para os próximos anos. Empresas como Sicredi possuem casos que mostram os resultados da ludificação.
Plataformas de ludificação (gamificação) corporativa como a Gamefic.me oferecem recursos da metodologia de forma prática e rápida para as empresas. Mecânicas e dinâmicas voltadas para socialização, capacitação feedbacks, premiações e engajamento. Além da customização voltada para o negócio do cliente, o objetivo da empresa é apresentar mecanismos para todos os tipos de perfis de colaboradores. A plataforma possui vários cases em distintas áreas de negócio que podem ser acompanhados em seu blog (Blog Gamefic). Em expansão pela América Latina, África e Europa, a perspectiva é se tornar uma das grandes provedoras da metodologia de ludificação pelo mundo.